# Lyubov Orlova (Schiff)
Die Lyubov Orlova (gebaut als Lyubovy Orlova) war ein Passagierschiff der Mariya-Yermolova-Klasse (Projekt 1454). Das Schiff trug den Namen der sowjetischen Schauspielerin Ljubow Petrowna Orlowa. Es gilt seit Februar 2013 als verschollen und ist aller Wahrscheinlichkeit nach gesunken.

## Geschichte
Die Lyubov Orlova wurde 1976 auf der jugoslawischen Werft Brodogradilište „Tito“ in Kraljevica für die sowjetische Far Eastern Shipping Company in Wladiwostok als Linienschiff mit Eisklasse gebaut. 1999 wurde das Schiff zum Kreuzfahrtschiff für die Polargebiete umgebaut und von der Lyubov Orlova Shipping Company an entsprechende Reiseveranstalter verchartert, zuletzt an „Cruise North“, einen kanadischen Anbieter von Expeditionskreuzfahrten in der Arktisregion.
Ende September 2010 wurde die Lyubov Orlova in St. John’s in Neufundland auf Bestreben eines Spediteurs arrestiert, der offene Forderungen in Höhe von rund 250.000 USD gegen den Reeder des Schiffes hatte. Auch die Internationale Transportarbeiter-Föderation (ITF) schaltete sich ein, da die Besatzung seit mehreren Monaten keine Heuer mehr erhalten hatte. Die 50 russischen und ukrainischen Seeleute wurden später von Bord geholt und in ihre Heimat gebracht. Das vom Russian Maritime Register of Shipping klassifizierte Schiff ist am 5. April 2011 aus dem Register gestrichen worden.
Im Februar 2012 ersteigerte ein iranischer Kaufmann das Schiff für $ 275.000, um es in der Dominikanischen Republik abwracken zu lassen. Im Januar 2013 sollte das Schiff zur Abwrackwerft geschleppt werden. Nach einem Tag riss die Verbindung zum Schlepper bei stürmischem Wetter am 23. Januar 2013 ein erstes Mal und am 31. Januar 2013 ein zweites Mal. Danach trieb die Lyubov Orlova als Geisterschiff durch den Nordatlantik.
Als das führungslose Schiff auf Ölplattformen vor der kanadischen Küste zutrieb, schickte die zuständige kanadische Behörde Transport Canada das Versorgungsschiff Atlantic Hawk am 31. Januar 2013 mit dem Ziel los, das Schiff von Offshore-Anlagen fernzuhalten. Als am 4. Februar 2013 die Lyubov Orlova aus der kanadischen 200-Meilen-Zone hinausgedriftet war, entschied die Behörde schließlich, sie sich selbst zu überlassen und ihr Kentern in Kauf zu nehmen. Sie befand sich nicht mehr im kanadischen Verantwortungsbereich, sondern in internationalen Gewässern.

### Hinweise auf den Verbleib
Am 23. Februar 2013 wurde eine zur Lyubov Orlova oder einem ihrer Rettungsboote gehörende Notfunkbake auf der Position 51° 46' N 035° 41' W aktiviert. Da Notfunkbaken durch Wasserkontakt ausgelöst werden, also beispielsweise wenn das Schiff sinkt, hat die irische Küstenwache (Irish Coast Guard) den Umkreis der angegebenen Position abgesucht und das Schiff nicht entdecken können. Aus diesem Grund wird vermutet, dass die Lyubov Orlova gesunken ist. Anderslautenden Agenturmeldungen zufolge hat ein US-Geheimdienst das führerlose Expeditionsschiff 2.400 Kilometer westlich von Irland treibend ausgemacht. Anfang 2014 soll vor der Küste Schottlands ein Teil eines Rettungsbootes gefunden worden sein.

## Technische Daten und Ausstattung
Das Schiff wurde von zwei in Jugoslawien gebauten Achtzylinder-Dieselmotoren (8M 35BF 62) mit einer Leistung von jeweils 1942 kW angetrieben. Die Motoren wirkten auf zwei Festpropeller. Das Schiff erreichte damit eine Geschwindigkeit von 17,2 kn. Für die Stromversorgung standen vier Dieselgeneratoren mit einer Leistung von jeweils 352 kW zur Verfügung.
Die Einrichtungen für die Passagiere verteilten sich auf vier Decks.